# Zelus antiguensis
Zelus antiguensis  (лат.) — вид клопов-хищнецов рода Zelus из семейства Reduviidae.

## Распространение
Неотропика (Гватемала и Мексика).

## Описание
Длина тела 13 — 18 мм, узкие, ноги тонкие и длинные. Основная окраска желтовато-коричневая. Голова цилиндрической формой головы (соотношение длины и ширины головы = 2,29). 
Видовое название происходит от места обнаружения в Гватемале (Antigua).
Вид был впервые описан в 2016 году американскими энтомологами Guanyang Zhang (Department of Entomology, Калифорнийский университет в Риверсайде, Риверсайд, Калифорния, США) и Элвудом Хартом (Elwood R. Hart, Department of Entomology, Университет штата Айова, Ames).